# Rheumaptera hyrcana
Rheumaptera hyrcana är en fjärilsart som beskrevs av Otto Staudinger 1871. Rheumaptera hyrcana ingår i släktet Rheumaptera och familjen mätare. Inga underarter finns listade.